# Isothecium eumyosuroides
Isothecium eumyosuroides là một loài rêu trong họ Brachytheciaceae. Loài này được Molendo H.A. Crum, Steere & L.E. Anderson mô tả khoa học đầu tiên năm 1965.
Danh pháp loài này chưa ổn định 